# 神奈川県道711号小田原松田線

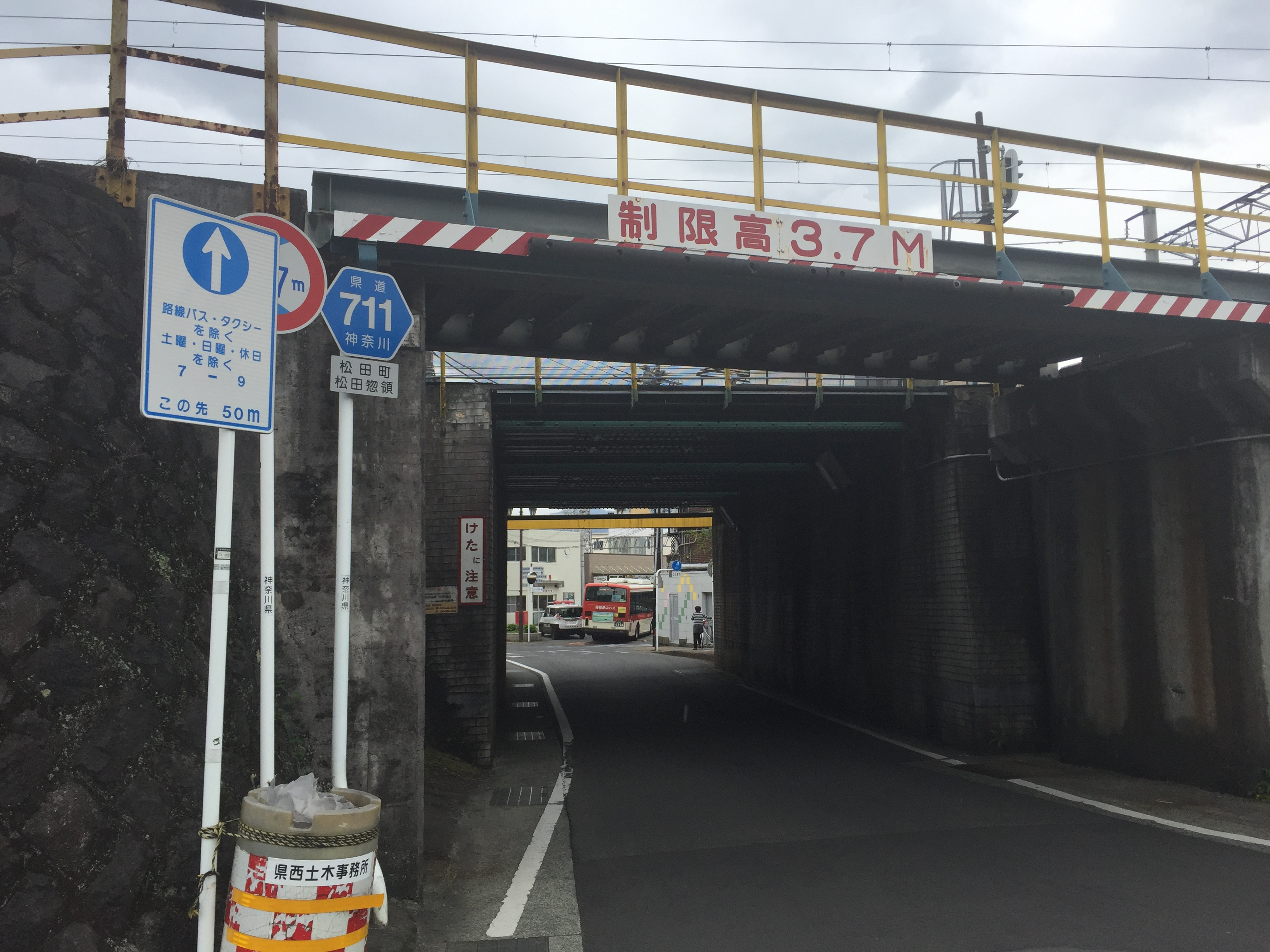
JR御殿場線松田駅付近

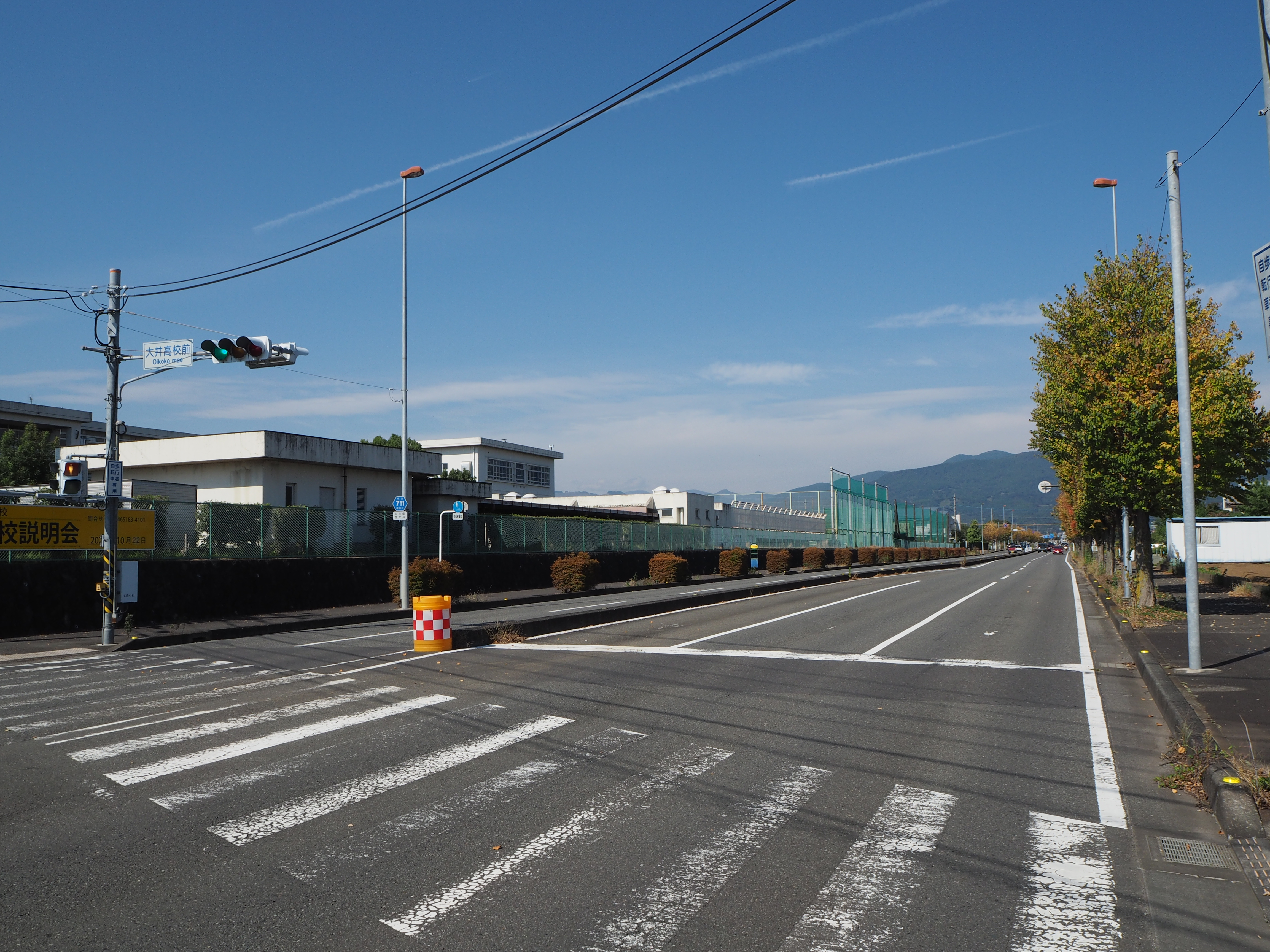
大井高等学校付近

神奈川県道711号小田原松田線（かながわけんどう711ごう おだわらまつだせん）は、神奈川県小田原市と足柄上郡松田町を結ぶ一般県道。以前は国道255号の旧道がこの路線に指定されていたが、現在は酒匂縦貫道路としてバイパス整備がされている。

## 概要
- 全長：9.9km
- 起点：小田原市飯泉 飯泉橋東交差点（国道255号接続）
- 終点：足柄上郡松田町松田惣領 新松田駅入口交差点（神奈川県道72号松田国府津線接続）
- Google マップ - 本線
- Google マップ - 別線（酒匂縦貫道路）

## 路線状況

### 重複区間
本線
- 信号無交差点（上大井 栢山入口バス停付近） - 鬼柳入口交差点（神奈川県道714号栢山停車場曽我線）
- 足柄大橋東交差点 - 松田入口交差点（神奈川県道78号御殿場大井線）

別線（酒匂縦貫道路）
- 豊川支所前交差点 - 富士見大橋東側交差点（神奈川県道717号沼田国府津線）

## 地理

### 通過する自治体
- 神奈川県
  - 小田原市 - 足柄上郡大井町 - 足柄上郡松田町

### 経路および交差・接続する道路・河川・鉄道路線
本線
- 神奈川県小田原市
  - 飯泉橋東交差点（国道255号）
  - 立体交差（小田原厚木道路）
  - 豊川支所前交差点（県道711号別線・神奈川県道717号沼田国府津線）
  - 桑原交差点（国道255号）
- 神奈川県足柄上郡大井町
  - 信号無交差点（上大井 栢山入口バス停付近）（旧県道711号・神奈川県道714号栢山停車場曽我線）
  - 栢山入口交差点（国道255号）
  - 鬼柳入口交差点（県道711号別線・神奈川県道714号栢山停車場曽我線）
  - 橋梁（名称不明）（酒匂堰）
  - 足柄大橋東交差点（神奈川県道78号御殿場大井線）
  - 松田入口交差点（旧県道711号・神奈川県道78号御殿場大井線）
- 神奈川県足柄上郡松田町
  - 文久橋（川音川）
  - 踏切（名称不明）（小田急小田原線）
  - 立体交差（御殿場線・小田急松田連絡線）
  - 新松田駅入口交差点（神奈川県道72号松田国府津線）

別線（酒匂縦貫道路）
- 神奈川県小田原市
  - 豊川支所前交差点（県道711号本線・神奈川県道717号沼田国府津線）
  - 富士見大橋東側交差点（神奈川県道717号沼田国府津線）
- 神奈川県足柄上郡大井町
  - 鬼柳入口交差点（県道711号本線・神奈川県道714号栢山停車場曽我線）

### 周辺の施設・地理
- 酒匂川
- 勝福寺（飯泉観音）
- 上大井駅
- 相模金子駅
- 立花学園高等学校
- 新松田駅
- 松田駅

## 以前指定されていた区間

### 路線状況
- Google マップ

#### 重複区間
- 信号無交差点（上大井 栢山入口バス停付近） - 信号無交差点（上大井 上大井バス停付近）（神奈川県道714号栢山停車場曽我線）

### 地理

#### 経路および交差・接続する道路・河川・鉄道路線
- 神奈川県足柄上郡大井町
  - 信号無交差点（上大井 栢山入口バス停付近）（県道711号現道・神奈川県道714号栢山停車場曽我線）
  - 信号無交差点（上大井 上大井バス停付近）（神奈川県道714号栢山停車場曽我線）
  - 信号交差点（上大井・金子）（国道255号）
  - 井向橋（酒匂堰）
  - 松田入口交差点（県道711号現道・神奈川県道78号御殿場大井線）